# Kim Moon-hwan
Moon-hwan Kim (김문환?; Hwaseong, 1º agosto 1995) è un calciatore sudcoreano, difensore del Daejeon Hana Citizen e della nazionale sudcoreana.

## Caratteristiche tecniche
È un'ala destra.

## Carriera

### Club
Cresciuto nelle giovanili del Busan IPark, ha esordito in prima squadra il 4 marzo 2017 in occasione del match di campionato vinto 1-0 contro il Seongnam.

### Nazionale
Ha esordito con la nazionale sudcoreana il 7 settembre 2018 in occasione dell'amichevole vinta 2-0 contro la Costa Rica.

## Statistiche

### Presenze e reti nei club
Statistiche aggiornate all'12 Gennaio 2021.
| Stagione              | Squadra               | Campionato            | Campionato | Campionato | Coppe nazionali | Coppe nazionali | Coppe nazionali | Coppe continentali | Coppe continentali | Coppe continentali | Altre coppe | Altre coppe | Altre coppe | Totale | Totale | Totale |
| Stagione              | Squadra               | Comp                  | Pres       | Reti       | Comp            | Pres            | Reti            | Comp               | Pres               | Reti               | Comp        | Pres        | Reti        | Pres   | Reti   |        |
| --------------------- | --------------------- | --------------------- | ---------- | ---------- | --------------- | --------------- | --------------- | ------------------ | ------------------ | ------------------ | ----------- | ----------- | ----------- | ------ | ------ | ------ |
| 2017                  | Busan IPark           | KL2                   | 30+2       | 4+0        | CC+CdL          | 7+0             | 0               |                    | -                  | -                  |             | -           | -           | 39     | 4      |        |
| 2018                  | Busan IPark           | KL2                   | 24+2       | 3+0        | CC+CdL          | 1               | 1               |                    | -                  | -                  |             | -           | -           | 27     | 4      |        |
| 2019                  | Busan IPark           | KL2                   | 27+2       | 0+0        | CC+CdL          | 0               | 0               |                    | -                  | -                  |             | -           | -           | 29     | 0      |        |
| 2020                  | Busan IPark           | KL1                   | 19+5       | 1+0        | CC+CdL          | 1               | 0               |                    | -                  | -                  |             | -           | -           | 25     | 1      |        |
| Totale Busan IPark    | Totale Busan IPark    | Totale Busan IPark    | 100+11     | 8+0        |                 | 9               | 1               |                    | -                  | -                  |             | -           | -           | 120    | 9      |        |
| 2021                  | Los Angeles FC        | MLS                   | 27         | 1          |                 | -               | -               |                    |                    |                    |             | -           | -           | 27     | 1      |        |
| mar. 2022             | Los Angeles FC        | MLS                   | 1          | 0          | USOC            | 0               | 0               | -                  | -                  | -                  | -           | -           | -           | 1      | 0      |        |
| Totale Los Angeles    | Totale Los Angeles    | Totale Los Angeles    | 28         | 1          |                 | 0               | 0               |                    | -                  | -                  |             | -           | -           | 28     | 1      |        |
| 2022                  | Jeonbuk Hyundai       | KL1                   | 28         | 1          | CC              | 5               | 0               | ACL                | 6                  | 0                  | -           | -           | -           | 39     | 1      |        |
| feb.-lug. 2023        | Jeonbuk Hyundai       | KL1                   | 11         | 0          | CC              | 1               | 0               | -                  | -                  | -                  | -           | -           | -           | 12     | 0      |        |
| Totale Jeobuk Hyundai | Totale Jeobuk Hyundai | Totale Jeobuk Hyundai | 39         | 1          |                 | 6               | 0               |                    | 6                  | 0                  |             | -           | -           | 51     | 1      |        |
| ago. 2023-2024        | Al-Duhail             | QSL                   | 5          | 0          | CQ+CdL          | 0+1             | 0+0             | ACL                | 3                  | 0                  | CdQ         | 0           | 0           | 9      | 0      |        |
| Totale carriera       | Totale carriera       | Totale carriera       | 183        | 10         |                 | 16              | 1               |                    | 9                  | 0                  |             | -           | -           | 208    | 11     |        |

### Cronologia presenze e reti in nazionale
| Cronologia completa delle presenze e delle reti in nazionale ― Corea del Sud | Cronologia completa delle presenze e delle reti in nazionale ― Corea del Sud | Cronologia completa delle presenze e delle reti in nazionale ― Corea del Sud | Cronologia completa delle presenze e delle reti in nazionale ― Corea del Sud | Cronologia completa delle presenze e delle reti in nazionale ― Corea del Sud | Cronologia completa delle presenze e delle reti in nazionale ― Corea del Sud | Cronologia completa delle presenze e delle reti in nazionale ― Corea del Sud | Cronologia completa delle presenze e delle reti in nazionale ― Corea del Sud |
| Data                                                                         | Città                                                                        | In casa                                                                      | Risultato                                                                    | Ospiti                                                                       | Competizione                                                                 | Reti                                                                         | Note                                                                         |
| ---------------------------------------------------------------------------- | ---------------------------------------------------------------------------- | ---------------------------------------------------------------------------- | ---------------------------------------------------------------------------- | ---------------------------------------------------------------------------- | ---------------------------------------------------------------------------- | ---------------------------------------------------------------------------- | ---------------------------------------------------------------------------- |
| 7-9-2018                                                                     | Goyang                                                                       | Corea del Sud                                                                | 2 – 0                                                                        | Costa Rica                                                                   | Amichevole                                                                   | -                                                                            | 86’                                                                          |
| 11-9-2018                                                                    | Suwon                                                                        | Corea del Sud                                                                | 0 – 0                                                                        | Cile                                                                         | Amichevole                                                                   | -                                                                            | 89’                                                                          |
| 16-10-2018                                                                   | Cheonan                                                                      | Corea del Sud                                                                | 2 – 2                                                                        | Panama                                                                       | Amichevole                                                                   | -                                                                            | 46’                                                                          |
| 31-12-2018                                                                   | Abu Dhabi                                                                    | Corea del Sud                                                                | 0 – 0                                                                        | Arabia Saudita                                                               | Amichevole                                                                   | -                                                                            | 68’                                                                          |
| 16-1-2019                                                                    | Abu Dhabi                                                                    | Corea del Sud                                                                | 2 – 0                                                                        | Cina                                                                         | Coppa d'Asia 2019 - 1º turno                                                 | -                                                                            |                                                                              |
| 22-3-2019                                                                    | Ulsan                                                                        | Corea del Sud                                                                | 1 – 0                                                                        | Bolivia                                                                      | Amichevole                                                                   | -                                                                            | 67’                                                                          |
| 26-3-2019                                                                    | Soul                                                                         | Corea del Sud                                                                | 2 – 1                                                                        | Colombia                                                                     | Amichevole                                                                   | -                                                                            |                                                                              |
| 7-6-2019                                                                     | Pusan                                                                        | Corea del Sud                                                                | 1 – 0                                                                        | Australia                                                                    | Amichevole                                                                   | -                                                                            | 71’                                                                          |
| 10-10-2019                                                                   | Hwaseong                                                                     | Corea del Sud                                                                | 8 – 0                                                                        | Sri Lanka                                                                    | Qual. Mondiali 2022                                                          | -                                                                            |                                                                              |
| 15-10-2019                                                                   | Pyongyang                                                                    | Corea del Nord                                                               | 0 – 0                                                                        | Corea del Sud                                                                | Qual. Mondiali 2022                                                          | -                                                                            |                                                                              |
| 19-11-2019                                                                   | Abu Dhabi                                                                    | Brasile                                                                      | 3 – 0                                                                        | Corea del Sud                                                                | Amichevole                                                                   | -                                                                            |                                                                              |
| 5-6-2021                                                                     | Goyang                                                                       | Corea del Sud                                                                | 5 – 0                                                                        | Turkmenistan                                                                 | Qual. Mondiali 2022                                                          | -                                                                            | 75’                                                                          |
| 12-6-2021                                                                    | Goyang                                                                       | Corea del Sud                                                                | 2 – 1                                                                        | Libano                                                                       | Qual. Mondiali 2022                                                          | -                                                                            | 69’                                                                          |
| 2-9-2021                                                                     | Seul                                                                         | Corea del Sud                                                                | 0 – 0                                                                        | Iraq                                                                         | Qual. Mondiali 2022                                                          | -                                                                            | 58’                                                                          |
| 2-6-2022                                                                     | Seul                                                                         | Corea del Sud                                                                | 1 – 5                                                                        | Brasile                                                                      | Amichevole                                                                   | -                                                                            | 58’                                                                          |
| 6-6-2022                                                                     | Daejeon                                                                      | Corea del Sud                                                                | 2 – 0                                                                        | Cile                                                                         | Amichevole                                                                   | -                                                                            |                                                                              |
| 10-6-2022                                                                    | Suwon                                                                        | Corea del Sud                                                                | 2 – 2                                                                        | Paraguay                                                                     | Amichevole                                                                   | -                                                                            | 61’                                                                          |
| 20-7-2022                                                                    | Toyota                                                                       | Corea del Sud                                                                | 3 – 0                                                                        | Cina                                                                         | Coppa dell'Asia orientale 2022                                               | -                                                                            | 73’                                                                          |
| 24-7-2022                                                                    | Toyota                                                                       | Corea del Sud                                                                | 3 – 0                                                                        | Hong Kong                                                                    | Coppa dell'Asia orientale 2022                                               | -                                                                            | 46’                                                                          |
| 27-7-2022                                                                    | Toyota                                                                       | Giappone                                                                     | 3 – 0                                                                        | Corea del Sud                                                                | Coppa dell'Asia orientale 2022                                               | -                                                                            | 75’                                                                          |
| 27-9-2022                                                                    | Seul                                                                         | Corea del Sud                                                                | 1 – 0                                                                        | Camerun                                                                      | Amichevole                                                                   | -                                                                            |                                                                              |
| 11-11-2022                                                                   | Hwaseong                                                                     | Corea del Sud                                                                | 1 – 0                                                                        | Islanda                                                                      | Amichevole                                                                   | -                                                                            | 72’                                                                          |
| 24-11-2022                                                                   | Al Rayyan                                                                    | Uruguay                                                                      | 0 – 0                                                                        | Corea del Sud                                                                | Mondiali 2022 - 1º turno                                                     | -                                                                            |                                                                              |
| 28-11-2022                                                                   | Al Rayyan                                                                    | Corea del Sud                                                                | 2 – 3                                                                        | Ghana                                                                        | Mondiali 2022 - 1º turno                                                     | -                                                                            |                                                                              |
| 2-12-2022                                                                    | Al Rayyan                                                                    | Corea del Sud                                                                | 2 – 1                                                                        | Portogallo                                                                   | Mondiali 2022 - 1º turno                                                     | -                                                                            |                                                                              |
| 5-12-2022                                                                    | Doha                                                                         | Brasile                                                                      | 4 – 1                                                                        | Corea del Sud                                                                | Mondiali 2022 - Ottavi di finale                                             | -                                                                            |                                                                              |
| 26-3-2024                                                                    | Bangkok                                                                      | Thailandia                                                                   | 0 – 3                                                                        | Corea del Sud                                                                | Qual. Mondiali 2026                                                          | -                                                                            | 74’                                                                          |
| 19-11-2024                                                                   | Amman                                                                        | Palestina                                                                    | 1 – 1                                                                        | Corea del Sud                                                                | Qual. Mondiali 2026                                                          | -                                                                            | 90’                                                                          |
| 7-7-2025                                                                     | Yongin                                                                       | Corea del Sud                                                                | 3 – 0                                                                        | Cina                                                                         | Coppa dell'Asia orientale 2025                                               | -                                                                            | 74’}                                                                         |
| Totale                                                                       |                                                                              | Presenze                                                                     | 29                                                                           |                                                                              | Reti                                                                         | 0                                                                            |                                                                              |

## Palmarès
- Giochi asiatici: 1

2018